# Жаксыбаев, Айтмолда
Айтмолда́ Жаксыба́ев (каз. Айтмолда Жақсыбаев; 1893, Семипалатинская область, Степное генерал-губернаторство, Российская империя — 1972, Семипалатинская область, Казахская ССР) — чабан колхоза «Жанажол» Кувского района Карагандинской области, Казахская ССР. Герой Социалистического Труда (1958).

## Биография
Родился в 1893 году в крестьянской семье в Семипалатинской области Степного генерал-губернаторства. Получил начальное образование.
С раннего возраста трудился в сельском хозяйстве. Во время коллективизации вступил в 1929 году в сельскохозяйственную артель «Алгабас» (позднее — колхоз «Жанажол» Кувского района, с 1962 года — совхоз «Доголанский»). Трудился чабаном.
В 1957 году вырастил в среднем по 121 ягнят от каждой сотни овцематок. Средний настриг с каждой овцы составил 2,7 килограмма. Указом Президиума Верховного Совета СССР от 29 марта 1958 года удостоен звания Героя Социалистического Труда за «выдающиеся успехи, достигнутые в деле развития овцеводства, увеличения производства и сдачи государству мяса, шерсти и шкурок каракуля в 1957 году, и широкое применение в практике своей работы достижений науки и передового опыта» с вручением ордена Ленина и золотой медали «Серп и Молот» (№ 8569).
Трудился в колхозе «Кзыл-Макташи» (позднее — совхоз «Дологанский») до выхода на пенсию в 1967 году.
Проживал в селе Кайнар (сегодня в городских границах города Семей).
Умер в 1972 году. Похоронен на кладбище бывшего села Алгабас.
Память
В селе Кайнар установлен его бюст.
Награды
- Герой Социалистического Труда
- Орден Ленина
- Заслуженный мастер животноводства Казахской ССР